# Карна (Долж)
Карна (рум. Cârna) насеље је и општина у Румунији у жупанији Долж. Oпштина се налази на надморској висини од 33 m.

## Становништво
Према подацима из 2021. године у насељу је живело 1.110 становника.